# Бельвер-де-лос-Монтес
Бельвер-де-лос-Монтес (ісп. Belver de los Montes) — муніципалітет в Іспанії, у складі автономної спільноти Кастилія-і-Леон, у провінції Самора. Населення — 368 осіб (2010).
Муніципалітет розташований на відстані близько 210 км на північний захід від Мадрида, 34 км на північний схід від Самори.

## Демографія
Динаміка населення (INE ):